# Leomil (Almeida)
Leomil era una freguesia portuguesa del municipio de Almeida, distrito de Guarda.

## Historia
Se halla habitada desde época romana, y lo ha estado a través de los siglos como atestiguan los restos y monumentos dejados por las distintas culturas: fuentes de origen romano, estela discoidal y sepulturas visigodas o lagar de aceite y vino excavado en la roca de época árabe. Perteneció a la orden de los Templarios hasta su disolución en 1312. Posteriormente perteneció a la orden militar española de Nuestra Señora de Roncesvalles. Fue parte del municipio de Castelo Mendo hasta su disolución en 1855 y del de Sabugal hasta 1870 en que pasó al actual de Almeida.
Fue suprimida el 28 de enero  de 2013, en aplicación de una resolución de la Asamblea de la República portuguesa promulgada el 16 de enero de 2013 al unirse con las freguesias de Aldeia Nova, Mido y Senouras, formando la nueva freguesia de Leomil, Mido, Senouras e Aldeia Nova.

## Patrimonio
En su área de influencia se encuentran, según el SIPA (Sistema de Informação para o Património Arquitetónico portugués), cinco monumentos:
- Santuario o pequeño altar en la carretera N324, construido en 1954, con azulejos de la fábrica Aleluia, en Aveiro

Dentro del casco urbano:
- Crucero de los Centenarios, de 1940. Crucero conmemorativo de la independencia del Condado de Portugal frente al reino de León (1140) y de la restauración —independencia de Portugal frente a la Monarquía Hispánica— (1640).
- Ermita de Ansul o de Nuestra Señora de la Concepción.
- Iglesia parroquial de Nuestra Señora de la Anunciación, románica, gótica y barroca. Su primera construcción data de 1189, pero su aspecto actual es del siglo XIV. En el interior hay una techumbre mudéjar del siglo siglo XIV y retablos barrocos del siglo XVIII. Esta iglesia está protegida como «Monumento Nacional» por la Dirección General de Patrimonio Cultural del gobierno portugués.[5]
- Fuentes, del siglo XV o siglo XVI una, con sepultura antropomorfa reutilizada de abrevadero, y otra construida en 1931.

Además, existen otra fuente tipo aljibe a la entrada sur del pueblo, y una sepultura antropomorfa y una estela discoidal visigoda en la plaza de la iglesia.

monumentos
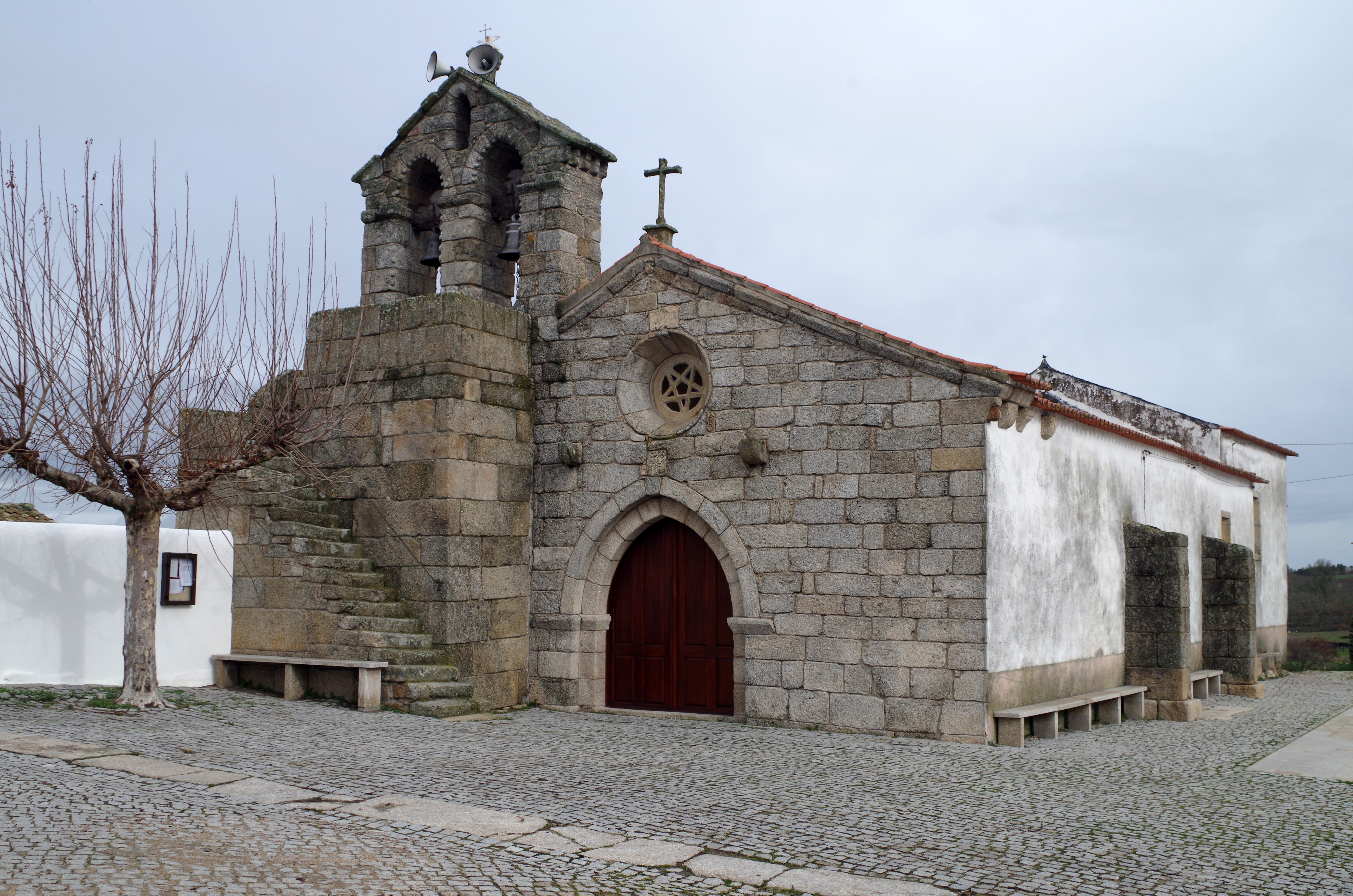
Iglesia parroquial
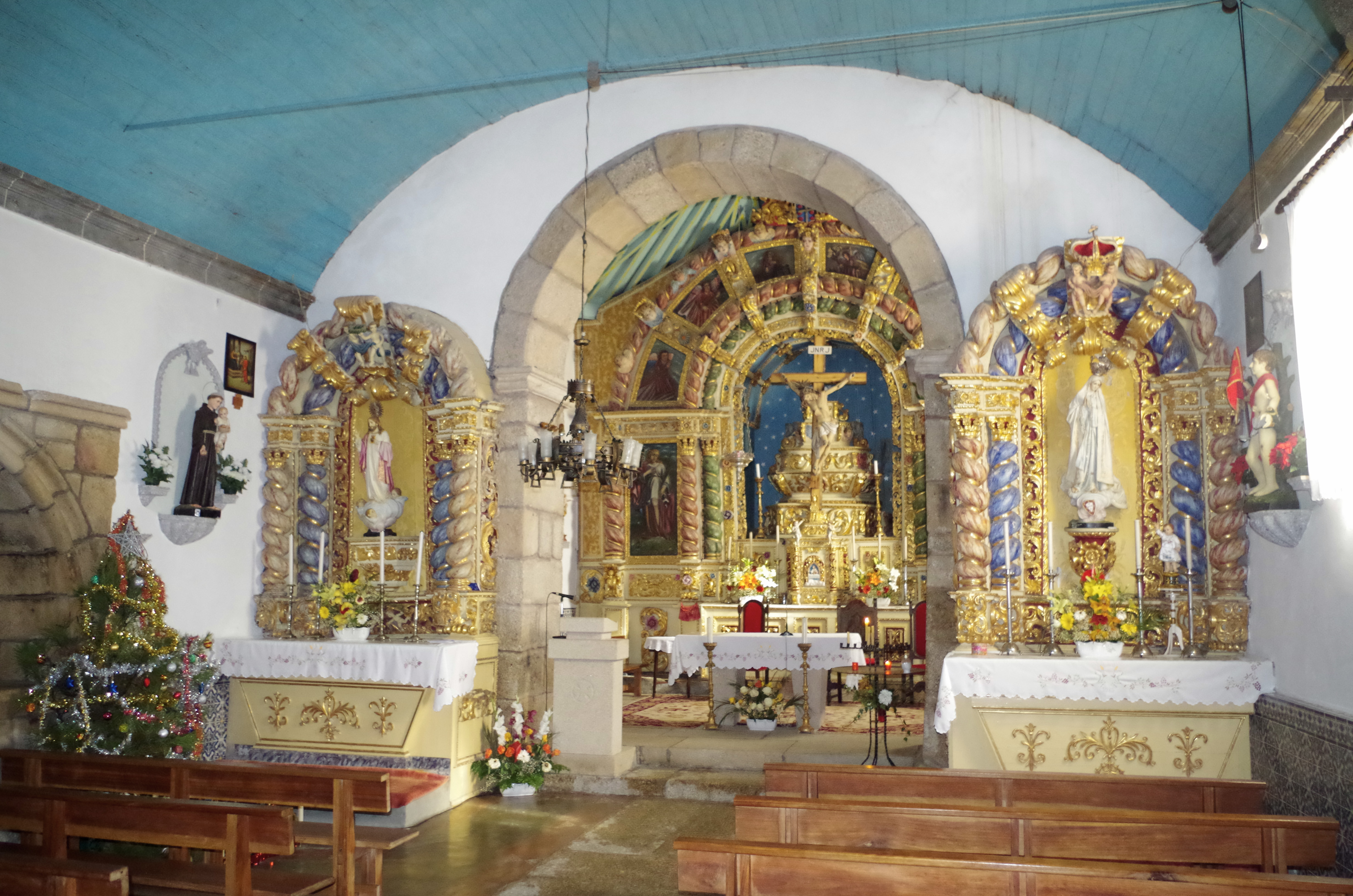
Interior de la iglesia
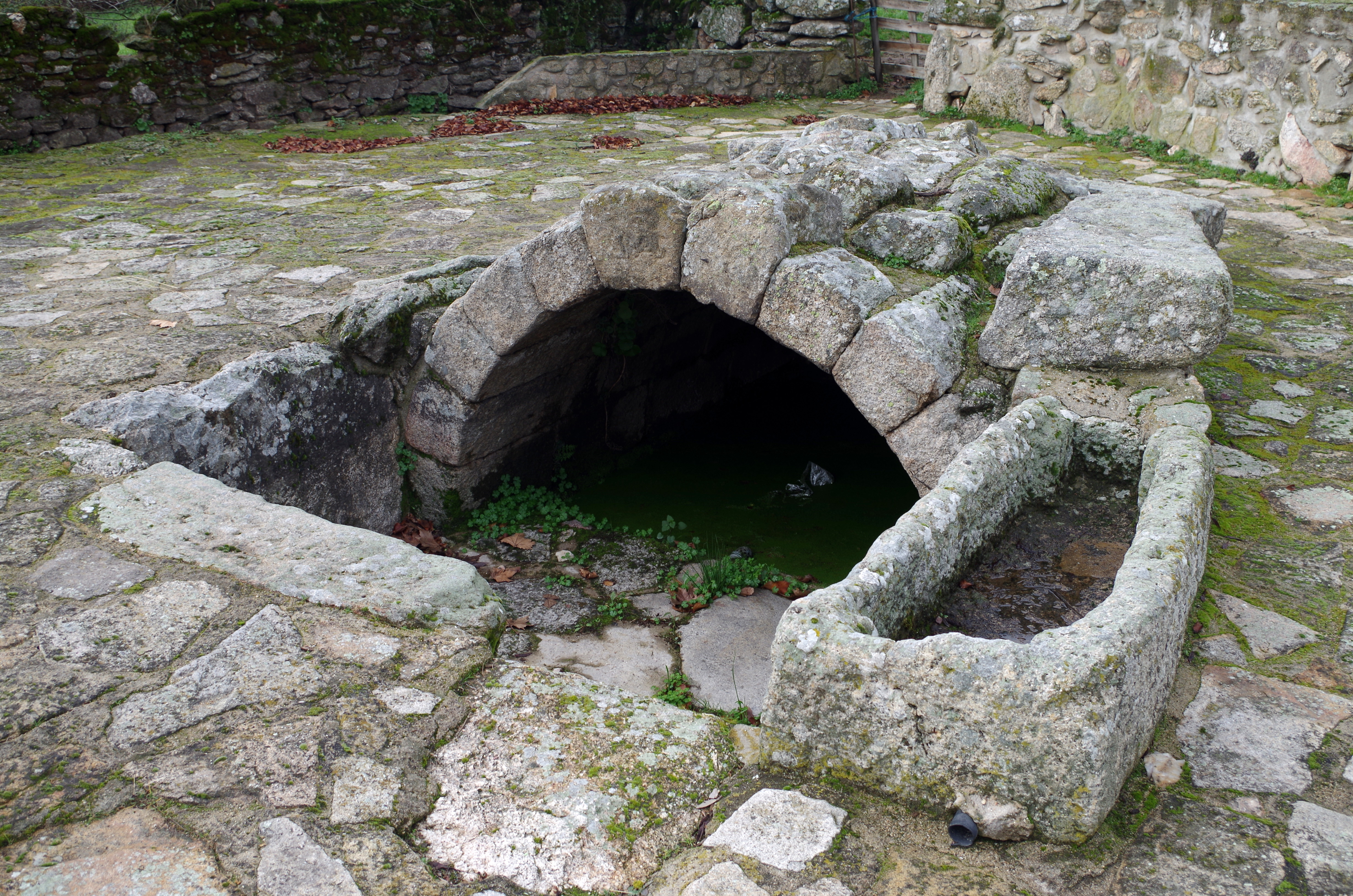
Fuente con sarcófago como abrevadero
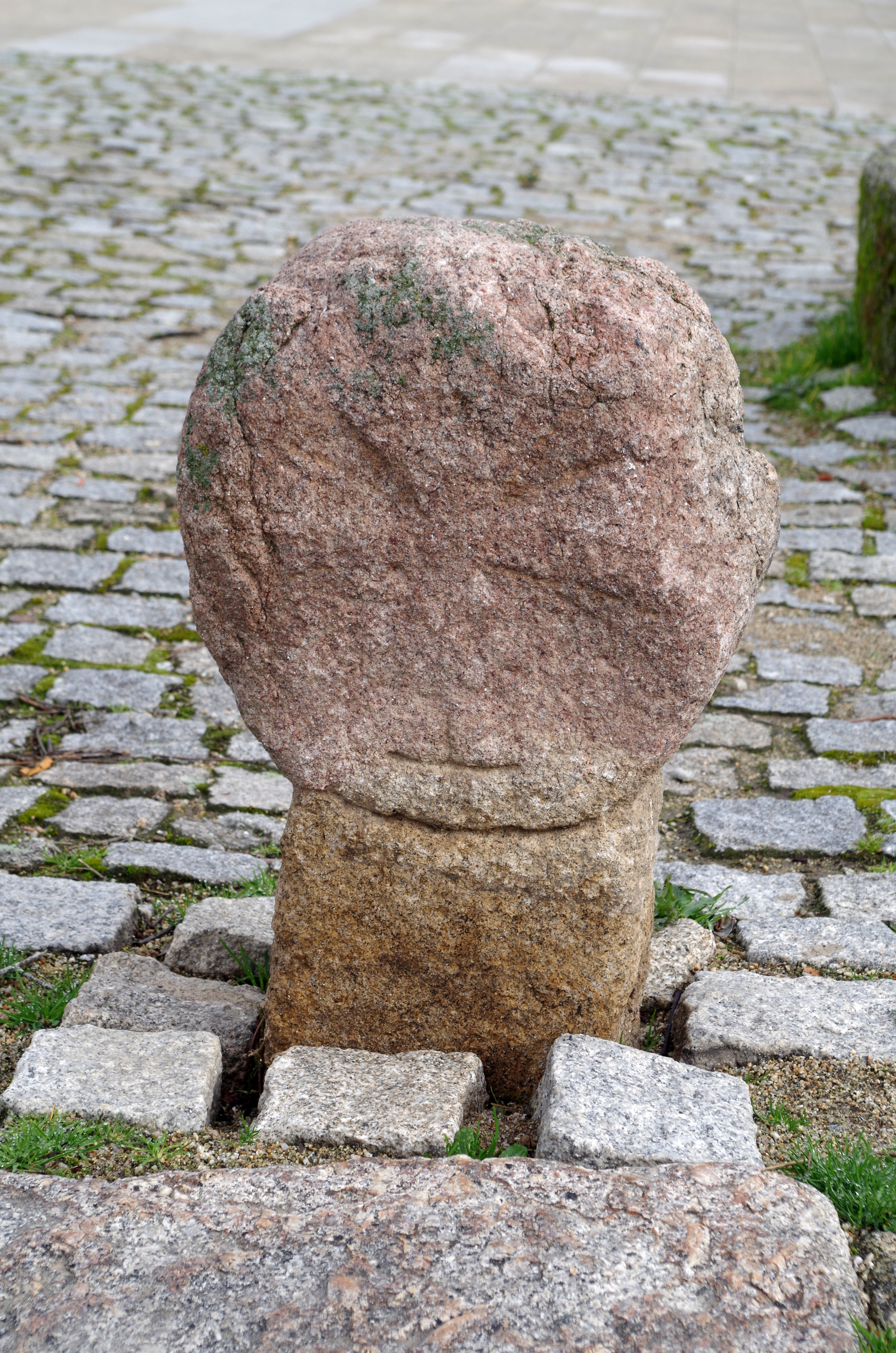
Estela funeraria visigoda